# Jazz-Nekrolog 2017

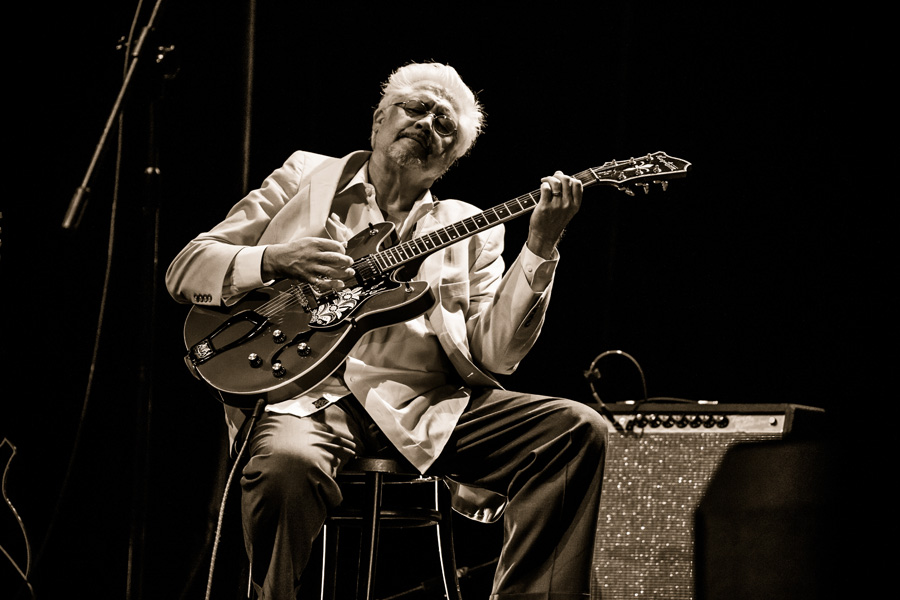
Larry Coryell
2. April 1943 – 19. Februar 2017

Nekrolog
◄◄
| ◄
| 2013
| 2014
| 2015
| 2016
| 2017 | 2018 | 2019 | 2020 | 2021 | ►
Weitere Ereignisse | Allgemeiner Nekrolog 2017
Die Beschreibung der verstorbenen Person sollte so kurz wie möglich gehalten sein und nur deren signifikante Tätigkeit(en) enthalten.
Neue Namen ggf. auch unter dem Geburts- und Sterbedatum, also etwa unter 1. Januar und im Geburts- und Sterbejahr (2024) eintragen (nur bei entsprechender großer Wichtigkeit). Für Beispiele siehe die schon vorhandenen Artikel.
Außerdem über die fünf zuletzt Verstorbenen, zu denen es einen ausreichend guten Artikel für eine Präsentation auf der Hauptseite gibt, nach der todesbedingten Überarbeitung der Artikel ggf. auch unter Wikipedia Diskussion:Hauptseite informieren und sie am besten auch in den anderen Wikipedia-Sprachversionen eintragen. Tipp: Regelmäßig bei news.google.de nach „ist tot“, „gestorben“ oder „verstorben“ suchen.
Wenn eine Person gestorben ist, gibt es viele Seiten zu dieser Person in der Wikipedia, die davon auch betroffen sind und entsprechend aktualisiert werden müssen. Beispiele: Namenübersichtsseite, Geburtsjahr, Geburtsort-Seiten und viele mehr.
Wie finde ich die betroffenen Seiten?
Im Suchfeld auf der linken Seite gibt man den Suchbegriff so ein: „Vorname Nachname“. Dann klickt man auf Volltext und alle Seiten mit entsprechendem Suchtext werden aufgerufen. Hier sieht man dann schnell, wo auch das Todesjahr Sinn macht oder sogar ein Teil des Artikels angepasst werden muss. Auch hilft das „Werkzeug“ auf der linken Seite sehr gut, um solche Seiten aufzufinden: „Links auf diese Seite“. Somit ist die Wikipedia wieder aktuell in allen Bereichen! Hinweis: bei Eintragung der Kategorie „Gestorben JAHR“ wird der Missbrauchsfilter 49 ausgelöst, was jedoch nicht schlimm ist. Siehe: Spezial:Missbrauchsfilter/49

## Januar
| Tag        | Name                   | Herkunft/Beruf                                                   | Alter | Beleg |
| ---------- | ---------------------- | ---------------------------------------------------------------- | ----- | ----- |
| 28. Januar | Guitar Gable           | US-amerikanischer Bluesmusiker                                   | 79    |       |
| 27. Januar | Benny Barth            | US-amerikanischer Schlagzeuger                                   | 87    |       |
| 27. Januar | Lucien Malson          | französischer Journalist und Autor                               | 90    |       |
| 27. Januar | Lundi Tyamara          | südafrikanischer Gospelsänger                                    | 38    |       |
| 26. Januar | Nina Trott             | britische Geigerin                                               | 66    |       |
| 23. Januar | Bill Dunmore           | US-amerikanischer Trompeter                                      | 100   |       |
| 22. Januar | Ed Berger              | US-amerikanischer Hochschullehrer, Autor, Produzent und Fotograf | 67    |       |
| 22. Januar | Jean Karakos           | französischer Produzent                                          | 77    |       |
| 22. Januar | Jaki Liebezeit         | deutscher Schlagzeuger                                           | 78    |       |
| 20. Januar | Edwin Coleman          | US-amerikanischer Hochschullehrer und Bassist                    | 84    |       |
| 20. Januar | Chuck Stewart          | US-amerikanischer Fotograf                                       | 89    |       |
| 19. Januar | Roger Williams         | britischer Posaunist                                             | 62    |       |
| 16. Januar | William E. Donoghue    | US-amerikanischer Bluesforscher                                  | 75    |       |
| 16. Januar | Helmut „Herb“ Runge    | deutscher Trompeter und Bigband-Leiter                           | 79    |       |
| 16. Januar | Charles „Bobo“ Shaw    | US-amerikanischer Schlagzeuger                                   | 69    |       |
| 16. Januar | Bessemer „Bess“ Taylor | US-amerikanischer Perkussionist                                  | 75    |       |
| 15. Januar | Terry Cryer            | britischer Fotograf                                              | 82    |       |
| 15. Januar | Bill Horvitz           | US-amerikanischer Gitarrist                                      | 69    |       |
| 15. Januar | Tom Jacobsen           | US-amerikanischer Jazzhistoriker und Autor                       | 81    |       |
| 15. Januar | Thandi Klaasen         | südafrikanische Sängerin                                         | 85    |       |
| 14. Januar | John Boudreaux         | US-amerikanischer Schlagzeuger                                   | 80    |       |
| 12. Januar | Junie Morrison         | US-amerikanischer Funk-Musiker                                   | 62    |       |
| 11. Januar | Tommy Allsup           | US-amerikanischer Rockabilly- und Western-Swing-Gitarrist        | 85    |       |
| 10. Januar | Buddy Greco            | US-amerikanischer Sänger und Pianist                             | 90    |       |
| 8. Januar  | Buddy Bregman          | US-amerikanischer Regisseur, Produzent, Komponist und Arrangeur  | 86    |       |
| 8. Januar  | Rod Mason              | britischer Trompeter                                             | 76    |       |
| 7. Januar  | Nat Hentoff            | US-amerikanischer Journalist, Historiker und Kritiker            | 91    |       |
| 6. Januar  | Benny Soanes           | indischer Schlagzeuger                                           | 70    |       |
| 4. Januar  | Elliot Meadow          | britischer Musikkritiker, Produzent und Rundfunkmoderator        | 71    |       |
| 2. Januar  | Jim Makarounis         | US-amerikanischer Jazzclub-Besitzer (Jimmy Mak’s)                | 53    |       |
| 2. Januar  | Debby Moore            | US-amerikanische Sängerin                                        | 91    |       |
| 1. Januar  | Memo Morales           | venezolanischer Sänger                                           | 79    |       |

## Februar
| Tag         | Name                   | Herkunft/Beruf                                                               | Alter | Beleg |
| ----------- | ---------------------- | ---------------------------------------------------------------------------- | ----- | ----- |
| 27. Februar | Hideo Ikeezumi         | japanischer Musikproduzent (PSF Records)                                     | 67    |       |
| 26. Februar | Eric Miller            | US-amerikanischer Musikproduzent                                             | 75    |       |
| 25. Februar | Don Payne              | US-amerikanischer Bassist                                                    | 84    |       |
| 25. Februar | Fernando Toussaint     | mexikanischer Schlagzeuger und Produzent                                     | 62    |       |
| 24. Februar | Fumio Karashima        | japanischer Pianist                                                          | 68    |       |
| 23. Februar | Horace Parlan          | US-amerikanisch-dänischer Pianist                                            | 86    |       |
| 23. Februar | Martti Pohjalainen     | finnischer Musiker, Komponist und Liedtexter                                 | 82    |       |
| 23. Februar | Leon Ware              | US-amerikanischer R&B-Sänger, Songwriter und Musikproduzent                  | 77    |       |
| 21. Februar | Mili Bermejo           | argentinisch-mexikanisch-US-amerikanische Sängerin, Komponistin und Dozentin | 65    |       |
| 21. Februar | Rudy Lawless           | US-amerikanischer Schlagzeuger                                               | 84    |       |
| 21. Februar | Pit Müller             | deutscher Trompeter                                                          | 74    | ,     |
| 21. Februar | Mattathias Pearson     | US-amerikanischer Bassist                                                    | 77    |       |
| 20. Februar | Nicolai Munch-Hansen   | dänischer Bassist                                                            | 39    |       |
| 20. Februar | Walter Quintus         | deutscher Komponist, Tonmeister und Produzent                                | 67    | [ 1 ] |
| 19. Februar | Larry Coryell          | US-amerikanischer Gitarrist                                                  | 73    |       |
| 19. Februar | Karl „Charly“ Petry    | deutscher Klarinettist                                                       | 95    |       |
| 18. Februar | Clyde Stubblefield     | US-amerikanischer Schlagzeuger                                               | 73    |       |
| 16. Februar | Maurice Vander         | französischer Pianist                                                        | 87    |       |
| 15. Februar | Sayyd Abdul Al-Khabyyr | kanadischer Saxophonist und Komponist                                        | 81    |       |
| 13. Februar | Christine Jones        | österreichische Sängerin                                                     | 72    |       |
| 13. Februar | Michael Naura          | deutscher Pianist, Redakteur und Publizist                                   | 82    |       |
| 12. Februar | Al Jarreau             | US-amerikanischer Sänger                                                     | 76    |       |
| 11. Februar | Barbara Carroll        | US-amerikanische Pianistin und Sängerin                                      | 92    |       |
| 10. Februar | Tony Davis             | britischer Jazz-, Skiffle- und Folkmusiker                                   | 86    |       |
| 10. Februar | Léo Petit              | französischer Jazz- und Unterhaltungsmusiker                                 | 93    |       |
| 9. Februar  | Jürgen Engesser        | deutscher Saxophonist                                                        | 56    |       |
| 9. Februar  | Michael McGovern       | US-amerikanischer Trompeter                                                  | 64    |       |
| 8. Februar  | Rod Clarke             | US-amerikanischer Kurator (Museum of Traditional Jazz)                       | 92    |       |
| 7. Februar  | Svend Asmussen         | dänischer Geiger                                                             | 100   |       |
| 5. Februar  | David Axelrod          | US-amerikanischer Musiker, Arrangeur und Produzent                           | 85    |       |
| 5. Februar  | Stephan Diez           | deutscher Fusionmusiker                                                      | 63    |       |
| 5. Februar  | Bob Rigter             | niederländischer Saxophonist                                                 | 82    |       |
| 5. Februar  | Charlie Sims           | US-amerikanischer Jazzclub-Besitzer (Donna’s Bar & Grill)                    | 81    |       |
| 3. Februar  | William M. Seymour     | US-amerikanischer Pianist und Hochschullehrer                                | 86    |       |
| 2. Februar  | Dick Culver            | US-amerikanischer Holzbläser                                                 | 88    |       |
| 2. Februar  | Patricia Myers         | US-amerikanische Journalistin und Jazzpromoterin (Jazz in AZ)                |       |       |

## März
| Tag      | Name                          | Herkunft/Beruf                                         | Alter | Beleg |
| -------- | ----------------------------- | ------------------------------------------------------ | ----- | ----- |
| 31. März | Hal Posey                     | US-amerikanischer Trompeter                            | 86    |       |
| 30. März | Pentti Ilmonen                | finnischer Saxophonist und Komponist                   | 74    |       |
| 30. März | Fausto Mesolella              | italienischer Gitarrist, Komponist und Arrangeur       | 64    |       |
| 27. März | Arthur Blythe                 | US-amerikanischer Saxophonist und Komponist            | 76    |       |
| 27. März | TNT Tribble                   | US-amerikanischer R&B-Musiker                          | 96    |       |
| 26. März | Jimmy Dotson                  | US-amerikanischer Bluesmusiker                         | 82    |       |
| 25. März | Bob Erdos                     | US-amerikanischer Musikproduzent (Stomp Off Records)   | 86    |       |
| 25. März | Dodo Goya                     | italienischer Bassist                                  | 77    |       |
| 24. März | Avo Uvezian                   | armenisch-amerikanischer Pianist und Zigarrenfabrikant | 91    |       |
| 24. März | Karl Hodina                   | österreichischer Musiker und Maler                     | 81    |       |
| 23. März | Ekkehard Jost                 | deutscher Musikwissenschaftler und Baritonsaxophonist  | 79    |       |
| 22. März | Dorsey Boyce Baron            | US-amerikanische Musikproduzentin                      | 77    |       |
| 20. März | Buck Hill                     | US-amerikanischer Saxophonist                          | 90    |       |
| 20. März | Tony Terran                   | US-amerikanischer Jazz-Trompeter                       | 90    |       |
| 19. März | Terry Deane                   | US-amerikanischer Saxophonist                          | 44    |       |
| 18. März | Bill Bell                     | US-amerikanischer Pianist, Arrangeur und Musikpädagoge | 80    |       |
| 18. März | Don Hunstein                  | US-amerikanischer Fotograf                             | 88    |       |
| 17. März | Robert „P-Nut“ Johnson        | US-amerikanischer Funksänger                           | 70    |       |
| 16. März | James Cotton                  | US-amerikanischer Blues-Musiker                        | 81    |       |
| 15. März | Czesław Gawlik                | polnischer Pianist und Arrangeur                       | 86    |       |
| 15. März | Aloysius „Lucky“ Gordon       | jamaikanisch-britischer Sänger                         | 85    |       |
| 14. März | George LeBlanc Broussard      | US-amerikanischer Posaunist und Hochschullehrer        | 73    |       |
| 14. März | John Fisher                   | kanadischer Blues-Gitarrist                            | 69    |       |
| 13. März | Philippe Adler                | französischer Schriftsteller und Musikjournalist       | 80    |       |
| 13. März | Tommy LiPuma                  | US-amerikanischer Musikproduzent                       | 80    |       |
| 10. März | Pierre Bouteillier            | französischer Rundfunkmoderator (TSF Jazz)             | 82    |       |
| 10. März | Cheikh Tidiane Tall           | senegalesischer Gitarrist, Arrangeur und Produzent     | ≈70   |       |
| 8. März  | Dave Valentin                 | US-amerikanischer Flötist                              | 64    |       |
| 7. März  | Gonzalo Villar (Veranstalter) | spanischer Jazz-Promoter                               | 58    |       |
| 4. März  | Jean-Christophe Averty        | französischer Regisseur und Fernsehmacher              | 88    |       |
| 4. März  | Paul Nossiter                 | US-amerikanischer Holzbläser                           | 86    |       |
| 3. März  | Paul Abler                    | US-amerikanischer Gitarrist und Filmkomponist          | 59    |       |
| 3. März  | Misha Mengelberg              | niederländischer Pianist und Komponist                 | 81    |       |
| 3. März  | Adolf Georg Klapproth         | deutscher Posaunist und Klarinettist                   | 88    |       |
| 3. März  | Lyle Ritz                     | US-amerikanischer Bassist und Ukulelespieler           | 87    |       |
| 3. März  | Fred Weintraub                | US-amerikanischer Musikveranstalter                    | 88    |       |
| 2. März  | Lucho Macedo                  | peruanischer Pianist und Komponist                     | 87    |       |

## April
| Tag       | Name                  | Herkunft/Beruf                                                           | Alter | Beleg |
| --------- | --------------------- | ------------------------------------------------------------------------ | ----- | ----- |
| 30. April | Rino Zurzolo          | italienischer Bassist                                                    | 58    |       |
| 29. April | Bill Carmichael       | US-amerikanischer Saxophonist                                            | ≈84   |       |
| 29. April | Mestre Kamosso        | angolanischer Musiker                                                    | 90    |       |
| 28. April | John Shifflett        | US-amerikanischer Bassist                                                | 64    |       |
| 26. April | Andreas von der Meden | deutscher Schauspieler, Synchron- und Hörspielsprecher sowie Jazzmusiker | 74    |       |
| 25. April | Calep Emphrey Jr.     | US-amerikanischer Blues-Schlagzeuger                                     | 67    |       |
| 25. April | Ger Van Voorden       | niederländischer Saxophonist                                             | 69    |       |
| 22. April | Rolf Bänninger        | Schweizer Schlagzeuger                                                   | 78    |       |
| 21. April | Ann Sneed             | US-amerikanische Musikveranstalterin                                     | 87    |       |
| 21. April | Jean Tordo            | französischer Klarinettist und Saxophonist                               | 89    |       |
| 20. April | Donna Fuller          | US-amerikanische Sängerin                                                | 85    |       |
| 20. April | Anselmo Vidal         | US-amerikanischer Perkussionist                                          | 82    |       |
| 18. April | Walter Blanton        | US-amerikanischer Trompeter                                              | 72    |       |
| 18. April | Barkley L. Hendricks  | US-amerikanischer Künstler und Fotograf                                  | 72    |       |
| 18. April | Charles Small         | US-amerikanischer Posaunist und Komponist                                | 90    |       |
| 15. April | Allan Holdsworth      | britischer Gitarrist                                                     | 70    |       |
| 12. April | Ray Chamberlain       | US-amerikanischer Gitarrist und Bassist                                  | 87    |       |
| 12. April | Peggy Hayama          | japanische Sängerin                                                      | 82    |       |
| 11. April | Toby Smith            | britischer Acid-Jazz-Musiker und Produzent                               | 46    |       |
| 10. April | Linda Hopkins         | US-amerikanische Blues- und Gospelsängerin                               | 92    |       |
| 9. April  | Knut Borge            | norwegischer Journalist und Entertainer                                  | 67    |       |
| 9. April  | Otis Hayes            | US-amerikanischer Pianist, Komponist und Musikpädagoge                   | 79    |       |
| 9. April  | Stan Robinson         | britischer Saxophonist                                                   | ≈80   |       |
| 8. April  | Kim Plainfield        | US-amerikanischer Schlagzeuger                                           | 63    |       |
| 5. April  | Hugh Brodie           | US-amerikanischer Saxophonist                                            | 84    |       |
| 2. April  | Gary Elton            | US-amerikanischer Trompeter                                              | 80    |       |
| 1. April  | Delmar Brown          | US-amerikanischer Keyboarder                                             | 63    |       |
| 1. April  | Lonnie Brooks         | US-amerikanischer Bluesmusiker                                           | 83    |       |
| 1. April  | Bob Cunningham        | US-amerikanischer Bassist                                                | 82    |       |
| 1. April  | Bob Herrman           | US-amerikanischer Schlagzeuger                                           | 90    |       |

## Mai
| Tag     | Name              | Herkunft/Beruf                                                                | Alter | Beleg |
| ------- | ----------------- | ----------------------------------------------------------------------------- | ----- | ----- |
| 31. Mai | Bennett Morgan    | US-amerikanischer Konzert- und Tourneeagent                                   | 85    |       |
| 31. Mai | Bern Nix          | US-amerikanischer Jazz-Gitarrist                                              | 69    |       |
| 30. Mai | Jim Pickley       | US-amerikanischer Pianist und Hochschullehrer                                 | 63    |       |
| 29. Mai | David Lewiston    | britischer Musikwissenschaftler und -produzent                                | 88    |       |
| 27. Mai | Expedito Baracho  | brasilianischer Sänger und Komponist                                          | 82    |       |
| 23. Mai | Irio De Paula     | brasilianischer Jazzgitarrist und Komponist                                   | 78    |       |
| 22. Mai | Mickey Roker      | US-amerikanischer Schlagzeuger                                                | 84    |       |
| 22. Mai | Jürgen Thormann   | deutscher Schlagzeuger und Veranstalter                                       | 77    |       |
| 21. Mai | Gijs Hendriks     | niederländischer Saxophonist                                                  | 79    |       |
| 21. Mai | John Messner      | US-amerikanischer Posaunist                                                   | 82    |       |
| 18. Mai | Skeets McWilliams | US-amerikanischer Gitarrist                                                   | 92    |       |
| 16. Mai | Don Coates        | US-amerikanischer Pianist                                                     | 82    |       |
| 14. Mai | Tom McClung       | US-amerikanischer Pianist                                                     | 60    |       |
| 13. Mai | Jan Arnet         | tschechisch-amerikanischer Bassist und Bandleader                             | 83    |       |
| 12. Mai | Bill Dowdy        | US-amerikanischer Schlagzeuger                                                | 84    |       |
| 12. Mai | Samuel Tshiyembe  | südafrikanischer Gitarrist                                                    | 86    |       |
| 11. Mai | William Brohn     | US-amerikanischer Bassist, Komponist, Orchesterleiter und Arrangeur           | 86    |       |
| 11. Mai | Klaus von Woyski  | deutscher Maler und Musiker                                                   | 86    |       |
| 8. Mai  | Dave Pell         | US-amerikanischer Saxophonist, Bandleader, Arrangeur, Komponist und Produzent | 92    |       |
| 6. Mai  | Ann-Mari Fröier   | schwedische Sängerin und Pianistin                                            | 92    |       |
| 6. Mai  | Pierino Munari    | italienischer Schlagzeuger                                                    | 89    |       |
| 3. Mai  | Heinz von Moisy   | deutscher Jazzmusiker                                                         | 81    |       |
| 2. Mai  | A. R. Penck       | deutscher Künstler (auch Musiker)                                             | 77    |       |

## Juni
| Tag       | Name                   | Herkunft/Beruf                                      | Alter | Beleg |
| --------- | ---------------------- | --------------------------------------------------- | ----- | ----- |
| 30. Juli  | Charlie Tagawa         | US-amerikanischer Banjospieler                      | 81    |       |
| 29. Juni  | Spencer Starnes        | US-amerikanischer Bassist                           | 64    |       |
| 29. Juni? | Alain Tercinet         | französischer Journalist und Musikkritiker          | 82    |       |
| 28. Juni  | Phil Cohran            | US-amerikanischer Trompeter                         | 90    |       |
| 28. Juni  | Spencer Starnes        | US-amerikanischer Bassist                           | 64    |       |
| 27. Juni  | Geri Allen             | US-amerikanische Pianistin                          | 60    |       |
| 24. Juni  | Clarence Bell          | US-amerikanischer Pianist                           | 73    |       |
| 23. Juni  | Zabba Lindner          | deutscher Schlagzeuger und Komponist                | 67    |       |
| 23. Juni  | Sandi Russell          | US-amerikanische Sängerin und Autorin               | 71    |       |
| 22. Juni  | Willy Donni            | belgischer Gitarrist                                | 81    |       |
| 21. Juni  | Erich Becht            | deutscher Pianist, Arrangeur und Orchesterleiter    | 91    |       |
| 21. Juni  | Eddie Olivares senior  | US-amerikanischer Trompeter und Musikveranstalter   | 86    |       |
| 21. Juni  | Ralph Williams         | US-amerikanischer Saxophonist und Komponist         | 79    |       |
| 20. Juni  | Eddie Diehl            | US-amerikanischer Gitarrist                         | 81    |       |
| 18. Juni  | Tsunehide Matsuki      | japanischer Gitarrist                               | 68    |       |
| 18. Juni  | Chris Murrell          | US-amerikanischer Sänger                            | 61    |       |
| 17. Juni  | Rod Hamer              | britischer Trompeter und Pianist                    | ≈76   | [ 2 ] |
| 17. Juni  | Sonny Knight           | US-amerikanischer Soulsänger                        | 69    |       |
| 17. Juni  | Thara Memory           | US-amerikanischer Trompeter                         | 68    |       |
| 15. Juni  | Harry Prime            | US-amerikanischer Sänger                            | 97    |       |
| 14. Juni  | Melvin Carter Jr.      | US-amerikanischer Organist                          | 93    |       |
| 13. Juni  | Christian Bonnet       | französischer Saxophonist, Autor und Produzent      | 72    |       |
| 12. Juni  | James „Jim“ Young      | US-amerikanischer Jazzclub-Besitzer (Strictly Tabu) | 72    |       |
| 11. Juni  | Corneliu Stroe         | rumänischer Schlagzeuger und Perkussionist          | 67    |       |
| 6. Juni   | Michel Delorme         | französischer Jazzkritiker                          | 83    |       |
| 8. Juni   | Ernesto „Tito“ Puentes | kubanischer Trompeter                               | 88    |       |
| 6. Juni   | Paul Zukofsky          | US-amerikanischer Geiger                            | 73    |       |
| 5. Juni   | Thomas Phleps          | deutscher Musikwissenschaftler                      | 61    |       |
| 5. Juni   | Skipp Pearson          | US-amerikanischer Saxophonist                       | 79    |       |

## Juli
| Tag      | Name                       | Herkunft/Beruf                                     | Alter | Beleg |
| -------- | -------------------------- | -------------------------------------------------- | ----- | ----- |
| 31. Juli | Chuck Loeb                 | US-amerikanischer Gitarrist                        | 61    |       |
| 30. Juli | Charlie Tagawa             | US-amerikanischer Banjospieler                     | 81    |       |
| 28. Juli | Pedro Luis Martínez Milián | kubanischer Bassist, Komponist und Arrangeur       | 61    |       |
| 28. Juli | Larry Slezak               | US-amerikanischer Saxophonist                      | 71    |       |
| 26. Juli | Tom McIntosh               | US-amerikanischer Posaunist und Arrangeur          | 90    |       |
| 26. Juli | Joe Thomas                 | US-amerikanischer Saxophonist und Flötist          | 84    |       |
| 21. Juli | Errol Dyers                | südafrikanischer Gitarrist                         | 65    |       |
| 21. Juli | Clem Moorman               | US-amerikanischer Sänger, Pianist und Schauspieler | 101   |       |
| 21. Juli | Paapa Yankson              | ghanaischer Highlife-Sänger                        | 73    |       |
| 19. Juli | Graham Wood                | australischer Pianist und Komponist                | 46    |       |
| 19. Juli | Kèmo Kouyaté               | guineischer Pianist und Multiinstrumentalist       | 71    |       |
| 18. Juli | Miguel Camacho             | kolumbianischer Journalist und Grafikdesigner      | 62    |       |
| 18. Juli | Gárri Shírman              | russischer Saxophonist                             | 97    | [ 3 ] |
| 16. Juli | Régis Gizavo               | madegassischer Akkordeonist, Komponist und Sänger  | 58    |       |
| 15. Juli | Roberta „Bobbie“ Morrison  | US-amerikanische Schlagzeugerin                    | 91    |       |
| 13. Juli | Egil Kapstad               | norwegischer Pianist, Arrangeur und Komponist      | 76    |       |
| 12. Juli | Joe Fields                 | US-amerikanischer Musikproduzent                   | 88    |       |
| 12. Juli | Ray Phiri                  | südafrikanischer Sänger und Gitarrist              | 70    |       |
| 11. Juli | Steve Getz                 | US-amerikanischer Musikproduzent                   | 68    |       |
| 10. Juli | Arnold „Spider“ Rondinelli | US-amerikanischer Schlagzeuger                     | 82    |       |
| 5. Juli  | Milivoje Marković          | serbischer Saxophonist und Klarinettist            | 78    |       |
| 5. Juli  | Herman Openeer             | niederländischer Jazzforscher                      | 82    |       |
| 4. Juli  | Maria d'Apparecida         | brasilianische Sängerin                            | ≈81   |       |
| 4. Juli  | John Blackwell             | US-amerikanischer Schlagzeuger                     | 43    |       |
| 4. Juli  | Melvyn „Deacon“ Jones      | US-amerikanischer Bluesmusiker                     | 73    |       |
| 4. Juli  | Jeff Tower                 | US-amerikanischer Posaunist und Musikpädagoge      | 63    |       |
| 3. Juli  | Johnny Mekoa               | südafrikanischer Trompeter                         | 72    |       |
| 3. Juli  | Rudy Rotta                 | italienischer Bluesmusiker                         | 66    |       |
| 2. Juli  | Abel Sinometsi Sithole     | südafrikanischer Sänger                            | 83    |       |

## August
| Tag        | Name                           | Herkunft/Beruf                                             | Alter | Beleg |
| ---------- | ------------------------------ | ---------------------------------------------------------- | ----- | ----- |
| 31. August | Janne Carlsson                 | schwedischer Schauspieler und Schlagzeuger                 | 80    |       |
| 30. August | Phyllis Croom                  | US-amerikanische Autorin und Dokumentarfilmerin            | 50    |       |
| 30. August | Skip Prokop                    | kanadischer Jazzrock-Musiker                               | 73    |       |
| 29. August | Larry Elgart                   | US-amerikanischer Saxophonist und Bandleader               | 95    |       |
| 28. August | Bob Christopher                | US-amerikanischer Bassist                                  | 82    |       |
| 27. August | Tim Luntzel                    | US-amerikanischer Bassist                                  | 44    |       |
| 26. August | Wilson das Neves               | brasilianischer Schlagzeuger, Sänger und Komponist         | 81    |       |
| 24. August | Susan Steward                  | britische Autorin, Kuratorin und Rundfunkmoderatorin       | 70    |       |
| 22. August | John Abercrombie               | US-amerikanischer Gitarrist                                | 72    |       |
| 22. August | Fejat Sejdić                   | rumänischer Trompeter und Bandleader                       | 76    |       |
| 19. August | Bea Wain                       | US-amerikanische Sängerin                                  | 100   |       |
| 19. August | Eddie Caine                    | US-amerikanischer Saxophonist                              | 92    |       |
| 18. August | Wladimir Andrejewitsch Wittich | russischer Musiker                                         | 77    |       |
| 16. August | Mike Hennessey                 | britischer Musikjournalist und Pianist                     | 89    |       |
| 15. August | Hans Carling                   | schwedischer Musiker, Arrangeur und Komponist              | 75    |       |
| 15. August | Gordon Newton Leinwand         | US-amerikanischer Trompeter                                | 83    |       |
| 15. August | Paul Oliver                    | britischer Architekturhistoriker und Bluesforscher         | 90    |       |
| 13. August | James Young                    | schottischer Sousaphon-Spieler                             | 84    |       |
| 14. August | Benard Ighner                  | US-amerikanischer Sänger, Songwriter und Produzent         | 72    |       |
| 11. August | Daisy Peterson Sweeney         | kanadische Musikpädagogin und Schwester von Oscar Peterson | 97    |       |
| 11. August | Thomas Fitterling              | deutscher Jazzkritiker                                     | 70    |       |
| 10. August | Guy Prévost                    | französischer Schlagzeuger                                 |       |       |
| 9. August  | Marián Varga                   | slowakischer Musiker und Komponist                         | 70    |       |
| 8. August  | Janet Seidel                   | australische Sängerin und Pianistin                        | 62    |       |
| 4. August  | Luiz Melodia                   | brasilianischer Sänger, Songwriter und Schauspieler        | 66    |       |
| 4. August  | Thomas Zawaira (Bla Thomas)    | simbabwischer Sänger                                       | ?     |       |
| 2. August  | Daniel Licht                   | US-amerikanischer Komponist                                | 60    |       |
| 1. August  | Eddie Pazant                   | US-amerikanischer Saxophonist und Flötist                  | 79    |       |

## September
| Tag           | Name                      | Herkunft/Beruf                                                | Alter | Beleg |
| ------------- | ------------------------- | ------------------------------------------------------------- | ----- | ----- |
| 29. September | Gustl Lütjens             | deutscher Gitarrist                                           | 65    |       |
| 29. September | Lou Marino                | US-amerikanischer Schlagzeuger                                | 80    |       |
| 27. September | Helen Southern            | US-amerikanische Sängerin                                     | 95    |       |
| 27. September | CeDell Davis              | US-amerikanischer Bluesmusiker                                | 90    |       |
| 27. September | Joy Fleming               | deutsche Sängerin                                             | 72    |       |
| 25. September | Jackie Flavelle           | irischer Bassist                                              | 78    |       |
| 22. September | Mike Carr                 | britischer Pianist und Organist                               | 79    |       |
| 22. September | Uku Kuut                  | estnischer R&B- und Funkmusiker                               | 51    |       |
| 22. September | Harry Pendleton           | britischer Promoter                                           | 93    |       |
| 21. September | Barry Levitt              | US-amerikanischer Pianist, Arrangeur, Komponist und Produzent | 70    |       |
| 18. September | Pete Turner               | US-amerikanischer Fotograf                                    | 83    |       |
| 17. September | Richard „Rick“ Centalonza | US-amerikanischer Holzbläser                                  | 71    |       |
| 17. September | Laudir de Oliveira        | brasilianischer Perkussionist und Produzent                   | 77    |       |
| 16. September | Jacky Micaelli            | französische Sängerin                                         | 62    |       |
| 15. September | Jean Aussanaire           | französischer Saxophonist                                     | ≈56   |       |
| 12. September | Frank Capp                | US-amerikanischer Schlagzeuger und Bandleader                 | 86    |       |
| 12. September | Sarah McLawler            | US-amerikanische Sängerin                                     | 91    |       |
| 11. September | Dave Spier                | US-amerikanischer Trompeter                                   | 52    |       |
| 10. September | Jeannot Rabeson           | madegassischer Pianist und Bandleader                         | 81    |       |
| 9. September  | Nicholas „Nick“ DeNucci   | US-amerikanischer Pianist                                     | 94    |       |
| 9. September  | Michael Friedman          | US-amerikanischer Pianist und Sänger                          | 41    |       |
| 8. September  | Andy Manndorff            | österreichischer Gitarrist                                    | 60    |       |
| 7. September  | John Jack                 | britischer Musiker, Musikproduzent und Promoter               | 84    |       |
| 7. September  | Soares Katumbela          | botswanischer DJ, Jazz-Promoter und Schlagzeuger              | 55    |       |
| 7. September  | Koos Serierse             | niederländischer Bassist                                      | 81    |       |
| 5. September  | Leo Cuypers               | niederländischer Pianist                                      | 69    |       |
| 5. September  | Roberta Mandel            | US-amerikanische Pianistin, Arrangeurin und Komponistin       | 96    |       |
| 1. September  | Morris Ellis              | US-amerikanischer Posaunist und Bandleader                    | 88    |       |

## Oktober
| Tag         | Name                   | Herkunft/Beruf                                             | Alter | Beleg |
| ----------- | ---------------------- | ---------------------------------------------------------- | ----- | ----- |
| 31. Oktober | Papi Oviedo            | kubanischer Tres-Spieler                                   | 79    |       |
| 30. Oktober | Theo Bophela           | südafrikanischer Pianist                                   | 86    |       |
| 29. Oktober | Muhal Richard Abrams   | US-amerikanischer Pianist, Klarinettist und Komponist      | 87    |       |
| 29. Oktober | Lew Gluckin            | US-amerikanischer Trompeter und Arrangeur                  | 87    |       |
| 29. Oktober | Frank Holder           | guayanesischer Sänger und Perkussionist                    | 92    |       |
| 27. Oktober | Ernie Acquisto         | US-amerikanischer Musiker                                  | 97    |       |
| 27. Oktober | Alaeddin Adlernest     | österreichischer Fagottist                                 | 77    |       |
| 27. Oktober | Dick Noel              | US-amerikanischer Sänger                                   | 90    |       |
| 24. Oktober | Fred Staton            | US-amerikanischer Saxophonist                              | 102   |       |
| 24. Oktober | Fats Domino            | US-amerikanischer Pianist und Sänger                       | 89    |       |
| 22. Oktober | Atle Hammer            | norwegischer Trompeter und Flügelhornist                   | 85    |       |
| 21. Oktober | Morty Geist            | US-amerikanischer Klarinettist                             | 89    |       |
| 20. Oktober | Boris Lindqvist        | schwedischer Sänger                                        | 75    |       |
| 18. Oktober | Timothy Ralph Bell     | US-amerikanischer Saxophonist und Hochschullehrer          | 75    |       |
| 18. Oktober | Phil Miller            | britischer Rockjazz-Gitarrist                              | 68    |       |
| 17. Oktober | Roberto Marques        | brasilianischer Posaunist                                  | 70    |       |
| 16. Oktober | Gottfried Böttger      | deutscher Pianist                                          | 67    |       |
| 14. Oktober | Richard Adam           | tschechischer Sänger                                       | 86    |       |
| 12. Oktober | Andy McGhee            | US-amerikanischer Saxophonist, Autor und Hochschullehrer   | 89    |       |
| 8. Oktober  | Grady Tate             | US-amerikanischer Sänger und Schlagzeuger                  | 85    |       |
| 7. Oktober  | Daniel Pezzotti        | Schweizer Cellist                                          | 55    |       |
| 6. Oktober  | Thelma Anderson        | US-amerikanische Jazzpromotorin und Festivalveranstalterin | 89    |       |
| 6. Oktober  | Lou Gare               | britischer Saxophonist                                     | 78    |       |
| 5. Oktober  | Margaret Harmon        | US-amerikanische Bassistin                                 | 79    |       |
| 5. Oktober  | Lorna Pinckney         | US-amerikanische Lyrikerin und Rezitatorin                 | 43    |       |
| 5. Oktober  | Siggi Seyffer          | deutscher Klarinettist                                     | 79    |       |
| 4. Oktober  | Patrick Hartert        | luxemburgischer Musiker                                    | 53    |       |
| 4. Oktober  | Jerry Ross             | US-amerikanischer Songwriter und Produzent                 | 84    |       |
| 3. Oktober  | Fritz Ewald            | deutscher Musikveranstalter                                | 78    |       |
| 3. Oktober  | Patrick „Petz“ Hartert | luxemburgischer Pianist und Klarinettist                   | 53    |       |
| 1. Oktober  | Walter Badenschneider  | deutscher Klarinettist und Saxophonist                     | 79    |       |
| 1. Oktober  | Joe Hanchrow           | US-amerikanischer Tubist und Bassist                       | 82    |       |

## November
| Tag          | Name                | Herkunft/Beruf                                            | Alter | Beleg |
| ------------ | ------------------- | --------------------------------------------------------- | ----- | ----- |
| 29. November | Charles Duvelle     | französischer Musikethnologe                              | 80    |       |
| 27. November | Robert Popwell      | US-amerikanischer Gitarrist                               | 66    |       |
| 26. November | Oscar Alem          | argentinischer Pianist, Bassist und Komponist             | 76    |       |
| 26. November | Alexander Evans     | US-amerikanischer Saxophonist                             | 65    |       |
| 25. November | Keith Stackhouse    | australischer Pianist                                     |       |       |
| 23. November | Jerry Gillotti      | US-amerikanischer Promoter                                | 80    |       |
| 22. November | George Avakian      | US-amerikanischer Musikproduzent                          | 98    |       |
| 22. November | John Coates Jr.     | US-amerikanischer Pianist                                 | 79    |       |
| 22. November | Jon Hendricks       | US-amerikanischer Sänger                                  | 96    |       |
| 22. November | Larry Reed          | US-amerikanischer Pianist, Saxophonist und Sänger         | 83    |       |
| 19. November | John Alexander      | US-amerikanischer Saxophonist und Klarinettist            | 69    |       |
| 19. November | Della Reese         | US-amerikanische Schauspielerin und Sängerin              | 86    |       |
| 18. November | Ben Riley           | US-amerikanischer Schlagzeuger                            | 84    |       |
| 17. November | Boulo Valcourt      | haitianischer Gitarrist, Sänger, Komponist und Arrangeur  | 71    |       |
| 16. November | Al Neil             | kanadischer Pianist                                       | 93    |       |
| 15. November | Luis Bacalov        | argentinischer Pianist und Filmkomponist                  | 84    |       |
| 15. November | David Cayer         | US-amerikanischer Hochschullehrer                         | 89    |       |
| 15. November | Alfredo Radoszynski | argentinischer Musikproduzent und Labelbetreiber          | 91    |       |
| 15. November | Ruth Williams       | US-amerikanische Sängerin                                 | 92    |       |
| 13. November | Helen Borgers       | US-amerikanische Rundfunkmoderatorin                      | 60    |       |
| 11. November | Bobby Matos         | US-amerikanischer Perkussionist                           | 76    |       |
| 11. November | Charles Winslow     | US-amerikanischer Pianist                                 | 61    |       |
| 7. November  | Paul Buckmaster     | britischer Musiker, Komponist und Arrangeur               | 71    |       |
| 7. November  | Wendell Eugene      | US-amerikanischer Posaunist                               | 94    |       |
| 6. November  | Rudy Onderwyzer     | US-amerikanischer Jazzclub-Besitzer (Shelly's Manne-Hole) | 88    |       |
| 5. November  | Ted Sommer          | US-amerikanischer Schlagzeuger, Komponist und Arrangeur   | 93    |       |
| 3. November  | Roger Blàvia        | spanischer Perkussionist und Schlagzeuger                 | 54    |       |
| 1. November  | Myra Love           | neuseeländische Sängerin maorischer Abstammung            |       |       |

## Dezember
| Tag          | Name                       | Herkunft/Beruf                                          | Alter | Beleg |
| ------------ | -------------------------- | ------------------------------------------------------- | ----- | ----- |
| 31. Dezember | Andy Whittington           | US-amerikanischer Pianist                               | 45    |       |
| 28. Dezember | George Kidd                | schottischer Posaunist                                  | 78    |       |
| 28. Dezember | Melton Mustafa             | US-amerikanischer Trompeter                             | 70    |       |
| 27. Dezember | Curly Seckler              | US-amerikanischer Bluegrass-Musiker                     | 96    |       |
| 25. Dezember | Russ Bowman                | US-amerikanischer Pianist                               | 83    |       |
| 25. Dezember | Robbie Malinga             | südafrikanischer Musiker und Produzent                  | 47    |       |
| 24. Dezember | Joseph Cipriano            | US-amerikanischer Holzbläser                            | 91    |       |
| 23. Dezember | Eddie Katindig (Eddie K)   | philippinischer Vibraphonist und Saxophonist            |       |       |
| 22. Dezember | Khabane Thiam              | senegalesischer Gitarrist und Festivalleiter            | 65    |       |
| 21. Dezember | Dominic Frontiere          | US-amerikanischer Komponist, Akkordeonist und Arrangeur | 86    |       |
| 21. Dezember | Halvard Kausland           | norwegischer Gitarrist                                  | 72    |       |
| 21. Dezember | Roswell Rudd               | US-amerikanischer Posaunist                             | 82    |       |
| 22. Dezember | Claus Jürgen Möller        | deutscher Klarinettist                                  | 80    |       |
| 20. Dezember | Alan Joseph                | US-amerikanischer Gitarrist                             | 62    |       |
| 19. Dezember | Leo Welch                  | US-amerikanischer Bluesmusiker                          | 85    |       |
| 17. Dezember | Harold Cardwell            | US-amerikanischer Schlagzeuger                          | 77    |       |
| 17. Dezember | Kevin Mahogany             | US-amerikanischer Sänger                                | 59    |       |
| 16. Dezember | Ralph Carney               | US-amerikanischer Saxophonist                           | 61    |       |
| 16. Dezember | Juli Fábián                | ungarische Sängerin                                     | 37    |       |
| 16. Dezember | Keely Smith                | US-amerikanische Sängerin                               | 89    |       |
| 16. Dezember | Z’EV (Stefan Joel Weisser) | US-amerikanischer Perkussionist und Künstler            | 66    |       |
| 15. Dezember | Yves Belin                 | französischer Künstler und Musiker                      | 76    |       |
| 15. Dezember | John Critchinson           | britischer Pianist                                      | 82    |       |
| 15. Dezember | Chris Gillespie            | US-amerikanischer Pianist und Sänger                    | 52    |       |
| 13. Dezember | Bill Carney                | US-amerikanischer Schlagzeuger und Produzent            | 92    |       |
| 13. Dezember | Willie Pickens             | US-amerikanischer Pianist                               | 86    |       |
| 11. Dezember | Diane Miller               | kanadische Sängerin                                     | 72    |       |
| 10. Dezember | Kenny Harris               | britischer Schlagzeuger                                 | 90    |       |
| 10. Dezember | Brian Klarman              | US-amerikanischer Pianist                               | 64    |       |
| 9. Dezember  | Leon Rhodes                | US-amerikanischer Country- und Western-Swing-Gitarrist  | 85    |       |
| 8. Dezember  | Vincent Nguini             | kamerunischer Gitarrist                                 | 65    |       |
| 7. Dezember  | Sunny Murray               | US-amerikanischer Schlagzeuger                          | 81    |       |
| 7. Dezember  | Billy Wallace              | US-amerikanischer Pianist                               | 88    |       |
| 4. Dezember  | Michael Bennett            | US-amerikanischer Klarinettist                          | 74    |       |
| 2. Dezember  | Mundell Lowe               | US-amerikanischer Gitarrist                             | 95    |       |
| 1. Dezember  | Mario Escalera             | US-amerikanischer Saxophonist                           | 77    |       |
| 1. Dezember  | Carol Renee                | US-amerikanische Sängerin                               | 80    |       |
| 1. Dezember  | Jeter Thompson             | US-amerikanischer Pianist                               | 87    |       |

## Datum unbekannt
|                                      | Name                       | Beruf / bekannt durch                                   | Alter | Beleg |
| ------------------------------------ | -------------------------- | ------------------------------------------------------- | ----- | ----- |
| 2017                                 | Eddie Pazant               | US-amerikanischer Saxophonist                           | 77    |       |
| Tod bekanntgegeben am 21. Dezember   | Bill Barnace               | britischer Musiker                                      | 90    |       |
| Tod bekanntgegeben am 11. Dezember   | Billy Dennison Froehner    | US-amerikanischer Musiker                               | 91    |       |
| Tod bekanntgegeben am 6. Dezember    | John Buckingham            | US-amerikanischer Tubist                                |       |       |
| Tod bekanntgegeben am 1. Dezember    | Sydney Morris              | britischer Saxophonist                                  | 97    |       |
| Tod bekanntgegeben am 22. November   | René Gervat                | französischer Saxophonist und Klarinettist              | 82    |       |
| Tod bekanntgegeben am 20. November   | Mel Martin                 | US-amerikanischer Saxophonist                           | ≈75   |       |
| Tod bekanntgegeben am 18. November   | Sol Schlinger              | US-amerikanischer Saxophonist                           | 91    |       |
| Tod bekanntgegeben am 30. Oktober    | John Butler                | britischer Pianist und Klavierstimmer                   | 81    |       |
| Tod bekanntgegeben am 5. Oktober     | John Murtaugh              | US-amerikanischer Saxophonist und Arrangeur             |       |       |
| Tod bekanntgegeben am 4. Oktober     | Wilfried „Rimsky“ Eichhorn | deutscher Saxophonist                                   | 78    | [ 4 ] |
| Tod bekanntgegeben am 10. September  | Karan Joseph               | indischer Pianist                                       | 29    |       |
| Tod bekanntgegeben im September 2017 | Joel Perry                 | US-amerikanischer Gitarrist                             | ≈64   |       |
| Tod bekanntgegeben am 28. August     | Tony Hardwick              | US-amerikanischer Trompeter                             | 79    |       |
| Tod bekanntgegeben am 23. August     | Hans Carling               | schwedischer Trompeter                                  | 75    |       |
| Tod bekanntgegeben am 18. August     | Thomas Fitterling          | deutscher Schlagzeuger, Musikpädagoge und -kritiker     | 70    |       |
| Tod bekanntgegeben am 10. August     | Toni Rabold                | deutscher Trompeter                                     | 83    | [ 4 ] |
| Tod bekanntgegeben am 25. Juli       | Régis Gizavo               | madegassischer Akkordeonist und Sänger                  | 68    | [ 4 ] |
| Tod bekanntgegeben am 6. Juli        | Dave Moore                 | US-amerikanischer Bassist                               |       |       |
| Tod bekanntgegeben am 6. Juli        | Leon „Red“ Schwartz        | US-amerikanischer Trompeter                             |       |       |
| Tod bekanntgegeben am 13. Juni       | Paul Karting               | niederländischer Fotograf und Autor                     |       | [ 4 ] |
| Tod Bekanntgegeben am 31. Mai        | Hannes Anrig               | Schweizer Jazzförderer                                  | 75    | [ 4 ] |
| Tod bekanntgegeben am 27. Mai        | Jimmy Dale                 | kanadischer Pianist                                     | 81    |       |
| Tod bekanntgegeben am 21. Mai        | Jimmy Hayes                | US-amerikanischer Soulsänger                            | 74    |       |
| Tod bekanntgegeben am 19. Mai        | Charles Eble               | US-amerikanischer Komponist, Toningenieur und Produzent | 65    |       |
| Tod bekanntgegeben am 3. Mai         | Dick Meldonian             | US-amerikanischer Saxophonist                           | 87    |       |
| Tod bekanntgegeben im April          | Ian Cruickshank            | britischer Gitarrist                                    | ≈70   |       |
| Tod bekanntgegeben am 25. April      | Arlis Jones                | US-amerikanischer Jazzclubbesitzer                      |       |       |
| Tod bekanntgegeben am 3. April       | Sid Jekowsky               | US-amerikanischer Flötist                               |       |       |
| Tod bekanntgegeben am 31. März       | Tony Augarde               | britischer Verlagsmanager und Schlagzeuger              | 80    |       |
| Tod bekanntgegeben am 28. März       | Jim Czak                   | US-amerikanischer Toningeniaur und Pianist              |       | [ 4 ] |
| Tod bekanntgegeben sm 26. März       | Steve Schwartz             | US-amerikanischer Rundfunkmoderator                     | 74    |       |
| Tod bekanntgegeben am 17. März       | Günter Bochow              | deutscher Trompeter                                     | 75    |       |
| Tod bekanntgegeben am 16. März       | Roy Fisher                 | britischer Lyriker und Pianist                          | 86    |       |
| Tod bekanntgegeben am 16. März       | Gérard Terronès            | französischer Musikproduzent                            | ≈80   |       |
| Tod bekanntgegeben am 15. Februar    | Lynne Roberts              | US-amerikanische Sängerin                               | 80    | [ 4 ] |
| Tod bekanntgegeben am 14. Februar    | Martha Arras               | US-amerikanische Sängerin                               | 80    |       |
| Tod bekanntgegeben am 2. Februar     | Peggy Lawrence             | US-amerikanische Akkordeonistin                         |       |       |
| Tod bekanntgegeben am 1. Februar     | Theo Zwicky                | Schweizer Sammler von Jazzfotografien und -filmen       | 89    |       |
| Tod bekanntgegeben am 20. Januar     | Paul Feyaerts              | belgischer Jazzclub-Manager (Cafe Dambert)              | 70    |       |
| Tod bekanntgegeben am 18. Januar     | Amy Tabbinor               | britische Clubbesitzerin (Cellar Club)                  | 78    |       |
| Tod bekanntgegeben am 13. Januar     | Riza Arshad                | indonesischer Pianist und Keyboarder                    | 53    |       |
| Tod bekanntgegeben am 11. Januar     | Junie Morrison             | US-amerikanischer Bassist                               | 62    |       |